# المحافظة الشمالية (البحرين)
المحافظة الشمالية هي إحدى محافظات مملكة البحرين.
تحتوي المحافظة الشمالية على غالبية مناطق البحرين، وأهمها:  البديع، الجسرة، سار، المرخ، القرية، مقابة، باربار، الدراز، مدينة حمد، قرية المالكية، وقرية دمستان، وقرية كرزكان وقرية بني جمرة وقرية داركليب، وقرية شهركان، وقرية صدد، وقرية الهملة، منطقة الجنبية.

## المواقع الأثرية
يوجد في المحافظة الشمالية الكثير من المواقع الأثرية، أشهرها:
- مستوطنة سار
- قلعة البحرين
- معبد باربار
- معبد الدراز
- بيت الجسرة
- عين أم السجور
- القبور الملكية في عالي
- صناعة النسيج التقليدي في بني جمرة
- المقشع
- مدافن الشاخورة
- مدافن الحجر
- مدافن جنوسان

## وصلات خارجية
- الموقع الرسمي
- مدن وقرى المحافظة الشمالية